# Каркавин, Илья Викторович
Илья Викторович Каркавин (22 августа 2003, Завьялово, Алтайский край, Россия — 9 ноября 2022, Украина) — российский военнослужащий, ефрейтор, Герой Российской Федерации (2022, посмертно). Самый молодой (по году рождения) Герой России.

## Биография
Окончил 9 классов Завьяловской средней школы № 1. С 2019 по 2021 год учился в кадетской школе-интернате «Алтайский кадетский корпус» в Сибирском. В 2021 году поступил в Алтайский промышленно-экономический колледж.
20 декабря 2021 года призван в Вооружённые Силы России для прохождения срочной военной службы и назначен снайпером-разведчиком глубинной разведки разведывательного батальона 35-й отдельной мотострелковой бригады. В 2022 году перешёл на военную службу по контракту. В конце 2022 года участвовал во вторжении на Украину. 9 ноября 2022 года был тяжело ранен осколками во время миномётного обстрела и через 7 часов скончался. 21 ноября 2022 года похоронен на кладбище в родном посёлке.

## Награды
- Герой Российской Федерации (14 февраля 2023, посмертно) — «за мужество и героизм, проявленные во время исполнения воинского долга». 23 февраля медаль «Золотая Звезда» губернатором Алтайского края Виктором Томенко была вручена родителям Ильи Каркавина.
- Орден Мужества (2022, посмертно).